# Курдул
Курдул — река в России (Дагестан), правый приток Самура. Протекает по территории Рутульского района.

## География
Река Курдул стекает с северо-восточного склона Главного Кавказского хребта и впадает с правого берега в р. Самур в 162 км от устья. От истока до впадения реки Чарисиндере носит название Мугандере.
Длина реки 19 км, общее падение 1510 м, площадь водосбора 109 км², средняя его высота 2700 м.

## Гидрология
Основными фазами режима реки являются весенне-летнее половодье и зимняя межень. Основными источниками питания реки в половодье являются тало-дождевые, а в межень — подземные воды.
Среднегодовой расход воды — в устье реки составляет 3,16 м³/сек, максимальный 25,6, минимальный 0,50 м³/сек.

## Притоки
Основными притоками являются: наиболее значительный приток: Чирисиндере (п), Аджуканадере (л), Муранудере (л), Хурай (л), Хумагань (л).

## Населённые пункты на реке
Сёла: Курдул, Гельмец.
1. ↑  Ресурсы поверхностных вод СССР: Гидрологическая изученность. Т. 9. Закавказье и Дагестан. Вып. 3. Дагестан / под ред. П. П. Буртовой. — Л.: Гидрометеоиздат, 1964. — 76 с.